# 法图维尔-格雷斯坦
法图维尔-格雷斯坦（法語：Fatouville-Grestain）是法国厄尔省的一个市镇，位于该省西北部，属于贝尔奈区。该市镇总面积10.26平方公里，2009年时的人口为723人。

## 人口
法图维尔-格雷斯坦人口变化图示